# Dietmar Enderlein
Dietmar Enderlein (* 22. März 1943 in Plauen, Vogtland) ist ein deutscher Offizier, Mediziner und Unternehmer. Er war Oberst der Nationalen Volksarmee und einer der ranghöchsten Sanitätsoffiziere in der DDR.

## Leben
Enderlein wuchs in Plauen auf und machte neben der Schule eine Tischlerlehre. Nach dem Abitur ging er zur Nationalen Volksarmee (NVA). Ab 1963 studierte er Medizin an der Militärmedizinischen Sektion an der Universität Greifswald. Zwischenzeitlich war er ein Jahr an der Militärmedizinischen Akademie S. M. Kirow in Leningrad. Im Jahr 1969 erfolgte die Promotion A. Als Facharzt für Sozialmedizin wurde er 1974 im Alter von 31 Jahren zum Institutsdirektor der Militärmedizinischen Sektion in Greifswald ernannt. Nach der Promotion B (1984) wurde er 1985 Dozent und 1986 Professor. 1988 wurde Dietmar Enderlein zum Kommandeur der Sektion ernannt, er war einer der drei ranghöchsten Sanitätsoffiziere der Deutschen Demokratischen Republik. Er war Mitglied der Sozialistischen Einheitspartei Deutschlands und wurde zum Obermedizinalrat (DDR) ernannt. Im März 1985 verpflichtete er sich zur Zusammenarbeit mit dem Ministerium für Staatssicherheit und wurde als IM Rolf Jakob geführt.
Am 15. März 1990 gründete er mit drei Kollegen in Greifswald die auf medizinische Dienstleistungen spezialisierte Medigreif GmbH. Die zum Unternehmen gehörende Parkklinik Greifswald leitet Enderleins Tochter Katja Enderlein. Mit Rainer Eppelmann, dem letzten DDR-Verteidigungsminister, handelte er einen Pachtvertrag für das Gelände der ehemaligen Militärmedizinischen Sektion aus. Im Jahr 1994 kaufte er es. Seit 1996 wurde gegen ihn wegen angeblicher Unterschlagungen in Milliardenhöhe ermittelt. Die Untersuchungen wurden 1998 ergebnislos eingestellt. Enderlein erhielt eine Entschädigung.
Seit Januar 2012 sitzt Enderlein im Aufsichtsrat der Marseille-Kliniken. Er ist Mitglied des Landesbeirates der Commerzbank (Berlin, Brandenburg, Mecklenburg-Vorpommern).
Mit seiner Frau Gudrun geb. Terpe hat er einen Sohn und eine Tochter.

## Werke
- Kraft für zwei Leben. Autobiografie. Das Neue Berlin, Berlin 2018, ISBN 978-3-360-01333-0.